# 雍剑秋
雍剑秋（1875年—1948年），名涛，江苏高邮人，中国著名慈善家。

## 生平
雍剑秋早年就读于香港英国教会学堂及新加坡大学。1911年任天津造币总厂副厂长，后担任德商礼和洋行买办，经营军火贸易致富。1918年，雍剑秋自北京移居天津英租界，热心于基督教及慈善事业，出任天津基督教青年会、汇文中学、中西女中董事长、以及南开中学董事，1937年捐资在前天津德租界的威尔逊路（今解放南路）兴建天津圣经学院（今河西区社会主义学院所在地），校内设有通圣会中街教会。并设立恤嫠会，救济孤贫寡妇。
雍剑秋在马场道169号开设了豪华的西湖饭店。太平洋战争爆发后，1942年春，北平协和医院被查封，雍剑秋将西湖饭店停业，租给协和医院的张纪正、方先之、柯应夔、邓家栋等医生，开设天和医院。1943年5月，雍剑秋一度曾遭日本宪兵队逮捕。1948年夏，雍剑秋在天津去世，安葬在北戴河联峰山雍家坟，墓毁于文革。不过在北戴河，仍有一条以他命名的剑秋路。
雍剑秋生前居住的马场道171号西湖别墅已被拆除。马场道60-62号的雍剑秋旧居现为重点保护等级历史风貌建筑。

## 家庭
- 儿子：雍鼎臣（-1979年）
- 孙女：雍载莹